# Liste des distinctions de Meryl Streep
Cette page dresse la liste des distinctions de Meryl Streep.

## Oscars
| Année | Films                                         | Catégorie    | Récompensée |
| ----- | --------------------------------------------- | ------------ | ----------- |
| 1979  | Voyage au bout de l'enfer                     | Second rôle  | ❌          |
| 1980  | Kramer contre Kramer                          | Second rôle  | ✔️          |
| 1982  | La Maîtresse du lieutenant français           | Premier rôle | ❌          |
| 1983  | Le Choix de Sophie                            | Premier rôle | ✔️          |
| 1984  | Le Mystère Silkwood                           | Premier rôle | ❌          |
| 1986  | Out of Africa                                 | Premier rôle | ❌          |
| 1988  | Ironweed                                      | Premier rôle | ❌          |
| 1989  | Un Cri dans la nuit                           | Premier rôle | ❌          |
| 1991  | Bons baisers d'Hollywood                      | Premier rôle | ❌          |
| 1996  | Sur la route de Madison                       | Premier rôle | ❌          |
| 1999  | Contre-jour                                   | Premier rôle | ❌          |
| 2000  | La Musique de mon cœur                        | Premier rôle | ❌          |
| 2003  | Adaptation                                    | Second rôle  | ❌          |
| 2007  | Le diable s'habille en Prada                  | Premier rôle | ❌          |
| 2009  | Doute                                         | Premier rôle | ❌          |
| 2010  | Julie et Julia                                | Premier rôle | ❌          |
| 2012  | La Dame de fer                                | Premier rôle | ✔️          |
| 2014  | Un été à Osage County                         | Premier rôle | ❌          |
| 2015  | Into the Woods : promenons nous dans les bois | Second rôle  | ❌          |
| 2017  | Florence Foster Jenkins                       | Premier rôle | ❌          |
| 2018  | Pentagon Papers                               | Premier rôle | ❌          |

## Golden Globes
| Année | Films                               | Catégorie                                                                           | Récompensée |
| ----- | ----------------------------------- | ----------------------------------------------------------------------------------- | ----------- |
| 1979  | Voyage au bout de l'enfer           | Meilleure actrice dans un second rôle                                               |             |
| 1980  | Kramer contre Kramer                | Meilleure actrice dans un second rôle                                               | x           |
| 1982  | La Maîtresse du lieutenant français | Meilleure actrice dans un film dramatique                                           | x           |
| 1983  | Le Choix de Sophie                  | Meilleure actrice dans un film dramatique                                           | x           |
| 1984  | Le Mystère Silkwood                 | Meilleure actrice dans un film dramatique                                           |             |
| 1986  | Out of Africa                       | Meilleure actrice dans un film dramatique                                           |             |
| 1989  | Un Cri dans la nuit                 | Meilleure actrice dans un film dramatique                                           |             |
| 1990  | She-Devil, la diable                | Meilleure actrice dans un film musical ou une comédie                               |             |
| 1991  | Bons baisers d'Hollywood            | Meilleure actrice dans un film musical ou une comédie                               |             |
| 1993  | La mort vous va si bien             | Meilleure actrice dans un film musical ou une comédie                               |             |
| 1995  | La Rivière Sauvage                  | Meilleure actrice dans un film dramatique                                           |             |
| 1996  | Sur la route de Madison             | Meilleure actrice dans un film dramatique                                           |             |
| 1997  | Simples Secrets                     | Meilleure actrice dans un film dramatique                                           |             |
| 1999  | Contre-jour                         | Meilleure actrice dans un film dramatique                                           |             |
| 1999  | Au risque de te perdre              | Meilleure actrice dans une mini-série ou un téléfilm                                |             |
| 2000  | La Musique de mon cœur              | Meilleure actrice dans un film dramatique                                           |             |
| 2003  | The Hours                           | Meilleure actrice dans un film dramatique                                           |             |
| 2003  | Adaptation                          | Meilleure actrice dans un second rôle                                               | x           |
| 2005  | Angels in America                   | Meilleure actrice dans une mini-série ou un téléfilm                                | x           |
| 2005  | Un Crime dans la tête               | Meilleure actrice dans un second rôle                                               |             |
| 2007  | Le diable s'habille en Prada        | Meilleure actrice dans un film musical ou une comédie                               | x           |
| 2009  | Doute                               | Meilleure actrice dans un film dramatique                                           |             |
| 2009  | Mamma Mia !                         | Meilleure actrice dans un film musical ou une comédie                               |             |
| 2010  | Julie et Julia                      | Meilleure actrice dans un film musical ou une comédie                               | x           |
| 2010  | Pas si simple                       | Meilleure actrice dans un film musical ou une comédie                               |             |
| 2012  | La Dame de fer                      | Meilleure actrice dans un film dramatique                                           | x           |
| 2013  | Tous les espoirs sont permis        | Meilleure actrice dans un film musical ou une comédie                               |             |
| 2014  | Un été à Osage County               | Meilleure actrice dans un film musical ou une comédie                               |             |
| 2015  | Into the Woods                      | Meilleure actrice dans un second rôle                                               |             |
| 2017  | -                                   | Cecil B. DeMille Award                                                              | x           |
| 2017  | Florence Foster Jenkins             | Meilleure actrice dans un film musical ou une comédie                               |             |
| 2018  | Pentagon Papers                     | Meilleure actrice dans un film dramatique                                           |             |
| 2020  | Big Little Lies                     | Meilleure actrice dans un second rôle dans une série, une mini-série ou un téléfilm |             |
| 2024  | Only Murders in the Building        | Meilleure actrice dans un second rôle dans une série, une mini-série ou un téléfilm |             |

## BAFTA Awards

### BAFTA de la meilleure actrice
| Année | Films                               | Récompensée |
| ----- | ----------------------------------- | ----------- |
| 1978  | Voyage au bout de l'enfer           |             |
| 1979  | Kramer contre Kramer                |             |
| 1981  | La Maîtresse du lieutenant français | x           |
| 1982  | Le Choix de Sophie                  |             |
| 1983  | Le Mystère Silkwood                 |             |
| 1985  | Out of Africa                       |             |
| 2002  | The Hours                           |             |
| 2006  | Le diable s'habille en Prada        |             |
| 2008  | Doute                               |             |
| 2009  | Julie et Julia                      |             |
| 2012  | La Dame de fer                      | x           |
| 2017  | Florence Foster Jenkins             |             |

### BAFTA de la meilleure actrice dans rôle secondaire
| Année | Films                 | Récompensée |
| ----- | --------------------- | ----------- |
| 1979  | Manhattan             |             |
| 2002  | Adaptation            |             |
| 2004  | Un Crime dans la tête |             |

## Satellite Awards

### Satellite Award de la meilleure actrice dans un film dramatique
| Année | Films          | Récompensée |
| ----- | -------------- | ----------- |
| 1998  | Contre-jour    |             |
| 2002  | The Hours      |             |
| 2008  | Doute          |             |
| 2012  | La Dame de fer |             |

### Satellite Award de la meilleure actrice dans film musical ou une comédie
| Année | Films                        | Récompensée |
| ----- | ---------------------------- | ----------- |
| 2006  | Le diable s'habille en Prada | x           |
| 2008  | Mamma Mia !                  |             |
| 2017  | Florence Foster Jenkins      |             |

## Screen Actors Guild Awards

### SAG Award de la meilleure actrice
| Année | Films                        | Récompensée |
| ----- | ---------------------------- | ----------- |
| 1995  | La Rivière sauvage           |             |
| 1996  | Sur la route de Madison      |             |
| 1999  | Contre-jour                  |             |
| 2000  | La Musique de mon cœur       |             |
| 2007  | Le diable s'habille en Prada |             |
| 2009  | Doute                        | x           |
| 2010  | Julie et Julia               |             |
| 2012  | La Dame de fer               |             |
| 2014  | Un été à Osage County        |             |
| 2017  | Florence Foster Jenkins      |             |

### SAG Award de la meilleure actrice dans un rôle secondaire
| Année | Films          | Récompensée |
| ----- | -------------- | ----------- |
| 2015  | Into the Woods |             |

### SAG Award de la meilleure actrice dans une mini-série ou un téléfilm
| Année | Films             | Récompensée |
| ----- | ----------------- | ----------- |
| 2004  | Angels in America | x           |

## NYFCC New York Film Critics Circle Award

### NYFCC de la meilleure actrice
| Année | Films               | Récompensée |
| ----- | ------------------- | ----------- |
| 1982  | Le Choix de Sophie  | x           |
| 1988  | Un Cri dans la nuit | x           |
| 2009  | Julie et Julia      | x           |
| 2011  | La Dame de fer      | x           |

### NYFCC de la meilleure actrice dans un second rôle
| Année | Films                       | Récompensée |
| ----- | --------------------------- | ----------- |
| 1979  | Kramer contre Kramer        | x           |
| 1979  | La Vie privée d'un sénateur | x           |

## Emmy Award

### Emmy Award de la meilleure actrice dans une mini-série ou un téléfilm
| Année | Séries ou téléfilms    | Récompensée |
| ----- | ---------------------- | ----------- |
| 1978  | Holocauste             | x           |
| 1997  | Au risque de te perdre |             |
| 2003  | Angels in America      | x           |

## Autres récompenses et nominations

### Autres prix industriels
| American Comedy Awards | American Comedy Awards   | American Comedy Awards                        | American Comedy Awards |
| Années                 | Film                     | Catégorie                                     | Récompensée            |
| ---------------------- | ------------------------ | --------------------------------------------- | ---------------------- |
| 1990                   | Bons baisers d'Hollywood | Actrice principale la plus drôle dans un film | x                      |

| American Movie Awards | American Movie Awards     | American Movie Awards                 | American Movie Awards |
| Année                 | Film                      | Catégorie                             | Récompensée           |
| --------------------- | ------------------------- | ------------------------------------- | --------------------- |
| 1980                  | Voyage au bout de l'enfer | Meilleure actrice dans un second rôle | x                     |

| Australian Film Institute Awards | Australian Film Institute Awards | Australian Film Institute Awards         | Australian Film Institute Awards |
| Année                            | Film                             | Catégorie                                | Récompensée                      |
| -------------------------------- | -------------------------------- | ---------------------------------------- | -------------------------------- |
| 1988                             | Un cri dans la nuit              | Meilleure actrice dans un rôle principal | x                                |
| 2012                             | La Dame de fer                   | Meilleure actrice dans un rôle principal | x                                |

| Chlotrudis Awards | Chlotrudis Awards | Chlotrudis Awards                     | Chlotrudis Awards |
| Année             | Film              | Catégorie                             | Récompensée       |
| ----------------- | ----------------- | ------------------------------------- | ----------------- |
| 1996              | Simples Secrets   | Meilleure actrice dans un second rôle |                   |

| David di Donatello | David di Donatello | David di Donatello          | David di Donatello |
| Année              | Film               | Catégorie                   | Récompensée        |
| ------------------ | ------------------ | --------------------------- | ------------------ |
| 1984               | Falling in Love    | Meilleure actrice étrangère | x                  |
| 1985               | Out of Africa      | Meilleure actrice étrangère | x                  |

| Gotham Awards | Gotham Awards | Gotham Awards              | Gotham Awards |
| Années        | Films         | Catégorie                  | Récompensée   |
| ------------- | ------------- | -------------------------- | ------------- |
| 1999          | -             | Lifetime Achievement Award | x             |
| 2006          | The Last Show | Meilleur casting           |               |

| Gracie Allen Awards | Gracie Allen Awards | Gracie Allen Awards                         | Gracie Allen Awards |
| Années              | Séries              | Catégorie                                   | Récompensée         |
| ------------------- | ------------------- | ------------------------------------------- | ------------------- |
| 2003                | Angels in America   | Meilleure actrice dans une série dramatique | x                   |

| Irish Film and Television Awards | Irish Film and Television Awards | Irish Film and Television Awards         | Irish Film and Television Awards |
| Année                            | Film                             | Catégorie                                | Récompensée                      |
| -------------------------------- | -------------------------------- | ---------------------------------------- | -------------------------------- |
| 1998                             | Les Moissons d'Irlande           | Meilleure actrice dans un rôle principal |                                  |

| Movies For Grownups Awards | Movies For Grownups Awards | Movies For Grownups Awards                                        | Movies For Grownups Awards |
| Année                      | Film                       | Catégorie                                                         | Récompensée                |
| -------------------------- | -------------------------- | ----------------------------------------------------------------- | -------------------------- |
| 2012                       | La Dame de fer             | Meilleure histoire d'amour adulte (Best Grownup Love Story Award) | x                          |

| National Board of Review Awards | National Board of Review Awards | National Board of Review Awards                                 | National Board of Review Awards |
| Années                          | Films                           | Catégorie                                                       | Récompensée                     |
| ------------------------------- | ------------------------------- | --------------------------------------------------------------- | ------------------------------- |
| 1979                            | Kramer contre Kramer            | Meilleure actrice dans un second rôle (Best Supporting Actress) | x                               |
| 1979                            | Manhattan                       | Meilleure actrice dans un second rôle (Best Supporting Actress) | x                               |
| 1979                            | La Vie privée d'un sénateur     | Meilleure actrice dans un second rôle (Best Supporting Actress) | x                               |
| 1982                            | Le Choix de Sophie              | Meilleure actrice                                               | x                               |
| 2008                            | Doute                           | Meilleur casting                                                | x                               |
| 2017                            | Pentagon Papers                 | Meilleure actrice                                               | x                               |

| Satellite Awards | Satellite Awards             | Satellite Awards                                                                            | Satellite Awards |
| Année            | Films                        | Catégorie                                                                                   | Récompensée      |
| ---------------- | ---------------------------- | ------------------------------------------------------------------------------------------- | ---------------- |
| 1998             | Au risque de te perdre       | Meilleure performance pour une actrice dans une mini-série ou un téléfilm                   |                  |
| 1999             | Contre-jour                  | Meilleure performance pour une actrice dans un film dramatique                              |                  |
| 2003             | The Hours                    | Meilleure performance pour une actrice dans un film dramatique                              |                  |
| 2003             | Adaptation                   | Meilleure performance pour une actrice dans un second rôle dans une comédie ou film musical |                  |
| 2004             | Angels in America            | Meilleure performance pour une actrice dans une mini-série ou un téléfilm                   | x                |
| 2006             | Le diable s'habille en Prada | Meilleure actrice dans une comédie ou un film musical                                       | x                |
| 2008             | Mamma Mia!                   | Meilleure actrice dans une comédie ou un film musical                                       |                  |
| 2008             | Doute                        | Meilleure actrice dans un film dramatique                                                   |                  |

| Saturn Awards | Saturn Awards           | Saturn Awards                         | Saturn Awards |
| Année         | Films                   | Catégorie                             | Récompensée   |
| ------------- | ----------------------- | ------------------------------------- | ------------- |
| 1991          | Rendez-vous au paradis  | Meilleure actrice                     |               |
| 1992          | La mort vous va si bien | Meilleure actrice                     |               |
| 2005          | Un crime dans la tête   | Meilleure actrice dans un second rôle |               |

### Prix décernés par la critique
| Alliance of Women Film Journalists Awards | Alliance of Women Film Journalists Awards | Alliance of Women Film Journalists Awards | Alliance of Women Film Journalists Awards |
| Années                                    | Films                                     | Catégories                                | Récompensée                               |
| ----------------------------------------- | ----------------------------------------- | ----------------------------------------- | ----------------------------------------- |
| 2009                                      | Pas si simple                             | Meilleur scène de nudité ou de séduction  | x                                         |

| Detroit Film Critics Awards | Detroit Film Critics Awards | Detroit Film Critics Awards     | Detroit Film Critics Awards |
| Années                      | Films                       | Catégories                      | Récompensée                 |
| --------------------------- | --------------------------- | ------------------------------- | --------------------------- |
| 2017                        | Pentagon Papers             | Meilleure ensemble pour un film | x                           |

| Boston Society of Film Critics Awards | Boston Society of Film Critics Awards | Boston Society of Film Critics Awards | Boston Society of Film Critics Awards |
| Années                                | Films                                 | Catégories                            | Récompensée                           |
| ------------------------------------- | ------------------------------------- | ------------------------------------- | ------------------------------------- |
| 1982                                  | Le Choix de Sophie                    | Meilleure actrice                     | x                                     |

| Broadcast Film Critics Association Awards | Broadcast Film Critics Association Awards | Broadcast Film Critics Association Awards | Broadcast Film Critics Association Awards |
| Années                                    | Films                                     | Catégories                                | Récompensée                               |
| ----------------------------------------- | ----------------------------------------- | ----------------------------------------- | ----------------------------------------- |
| 2002                                      | Adaptation                                | Meilleure actrice dans un second rôle     |                                           |
| 2006                                      | Le diable s'habille en Prada              | Meilleure actrice                         |                                           |
| 2008                                      | Doute                                     | Meilleure actrice                         | x                                         |
| 2008                                      | Doute                                     | Meilleure ensemble d'acteurs              |                                           |

| Chicago Film Critics Association Awards | Chicago Film Critics Association Awards | Chicago Film Critics Association Awards | Chicago Film Critics Association Awards |
| Années                                  | Films                                   | Catégories                              | Récompensée                             |
| --------------------------------------- | --------------------------------------- | --------------------------------------- | --------------------------------------- |
| 2002                                    | Adaptation                              | Meilleure actrice dans un second rôle   | x                                       |
| 2006                                    | Le diable s'habille en Prada            | Meilleure actrice                       |                                         |
| 2008                                    | Doute                                   | Meilleure actrice                       |                                         |

| Florida Film Critics Circle Awards | Florida Film Critics Circle Awards | Florida Film Critics Circle Awards    | Florida Film Critics Circle Awards |
| Années                             | Films                              | Catégories                            | Récompensée                        |
| ---------------------------------- | ---------------------------------- | ------------------------------------- | ---------------------------------- |
| 2002                               | Adaptation                         | Meilleure actrice dans un second rôle | x                                  |

| Kansas City Film Critics Circle Awards | Kansas City Film Critics Circle Awards | Kansas City Film Critics Circle Awards | Kansas City Film Critics Circle Awards |
| Années                                 | Films                                  | Catégorie                              | Récompensée                            |
| -------------------------------------- | -------------------------------------- | -------------------------------------- | -------------------------------------- |
| 1979                                   | Kramer contre Kramer                   | Meilleure actrice                      | x                                      |
| 1982                                   | Le Choix de Sophie                     | Meilleure actrice                      | x                                      |
| 1983                                   | Le Mystère Silkwood                    | Meilleure actrice                      | x                                      |
| 1985                                   | Out of Africa                          | Meilleure actrice                      | x                                      |
| 2008                                   | Doute                                  | Meilleure actrice                      | x                                      |

| Las Vegas Film Critics Society Awards | Las Vegas Film Critics Society Awards | Las Vegas Film Critics Society Awards | Las Vegas Film Critics Society Awards |
| Années                                | Films                                 | Catégorie                             | Récompensée                           |
| ------------------------------------- | ------------------------------------- | ------------------------------------- | ------------------------------------- |
| 2002                                  | The Hours                             | Meilleure actrice dans un second rôle |                                       |

| London Critics Circle Film Awards | London Critics Circle Film Awards | London Critics Circle Film Awards | London Critics Circle Film Awards |
| Années                            | Films                             | Catégorie                         | Récompensée                       |
| --------------------------------- | --------------------------------- | --------------------------------- | --------------------------------- |
| 2004                              | Adaptation                        | Actrice de l'année                |                                   |
| 2007                              | Le diable s'habille en Prada      | Actrice de l'année                | x                                 |
| 2009                              | Doute                             | Actrice de l'année                |                                   |
| 2012                              | La Dame de fer                    | Actrice de l'année                | x                                 |

| Los Angeles Film Critics Association Awards | Los Angeles Film Critics Association Awards | Los Angeles Film Critics Association Awards | Los Angeles Film Critics Association Awards |
| Années                                      | Films                                       | Catégories                                  | Récompensée                                 |
| ------------------------------------------- | ------------------------------------------- | ------------------------------------------- | ------------------------------------------- |
| 1979                                        | Kramer contre Kramer                        | Meilleure actrice dans un second rôle       | x                                           |
| 1979                                        | Manhattan                                   | Meilleure actrice dans un second rôle       | x                                           |
| 1979                                        | La Vie privée d'un sénateur                 | Meilleure actrice dans un second rôle       | x                                           |
| 1981                                        | La Maîtresse du lieutenant français         | Meilleure actrice                           | x                                           |
| 1982                                        | Le Choix de Sophie                          | Meilleure actrice                           |                                             |
| 1985                                        | Out of Africa                               | Meilleure actrice                           |                                             |

| National Society of Film Critics Awards | National Society of Film Critics Awards | National Society of Film Critics Awards | National Society of Film Critics Awards |
| Années                                  | Films                                   | Catégorie                               | Récompensée                             |
| --------------------------------------- | --------------------------------------- | --------------------------------------- | --------------------------------------- |
| 1979                                    | Voyage au bout de l'enfer               | Meilleure actrice dans un second rôle   | x                                       |
| 1980                                    | Kramer contre Kramer                    | Meilleure actrice dans un second rôle   | x                                       |
| 1980                                    | Manhattan                               | Meilleure actrice dans un second rôle   | x                                       |
| 1980                                    | La Vie privée d'un sénateur             | Meilleure actrice dans un second rôle   | x                                       |
| 1983                                    | Le Choix de Sophie                      | Meilleure actrice                       | x                                       |
| 2007                                    | Le diable s'habille en Prada            | Meilleure actrice dans un second rôle   | x                                       |
| 2007                                    | The Last Show                           | Meilleure actrice dans un second rôle   | x                                       |

| New York Film Critics Circle Awards [NYFCC] | New York Film Critics Circle Awards [NYFCC] | New York Film Critics Circle Awards [NYFCC] | New York Film Critics Circle Awards [NYFCC] |
| Années                                      | Films                                       | Catégorie                                   | Récompensée                                 |
| ------------------------------------------- | ------------------------------------------- | ------------------------------------------- | ------------------------------------------- |
| 1979                                        | Kramer contre Kramer                        | Meilleure actrice dans un second rôle       | x                                           |
| 1979                                        | La Vie privée d'un sénateur                 | Meilleure actrice dans un second rôle       | x                                           |
| 1982                                        | Le Choix de Sophie                          | Meilleure actrice                           | x                                           |
| 1988                                        | Un cri dans la nuit                         | Meilleure actrice                           | x                                           |
| 2009                                        | Julie et Julia                              | Meilleure actrice                           | x                                           |
| 2011                                        | La Dame de fer                              | Meilleure actrice                           | x                                           |

| Online Film Critics Society Awards | Online Film Critics Society Awards | Online Film Critics Society Awards    | Online Film Critics Society Awards |
| Années                             | Films                              | Catégorie                             | Récompensée                        |
| ---------------------------------- | ---------------------------------- | ------------------------------------- | ---------------------------------- |
| 2003                               | Adaptation                         | Meilleure actrice dans un second rôle |                                    |
| 2007                               | Le diable s'habille en Prada       | Meilleure actrice                     |                                    |

| Phoenix Film Critics Society Awards | Phoenix Film Critics Society Awards | Phoenix Film Critics Society Awards   | Phoenix Film Critics Society Awards |  |
| Années                              | Films                               | Catégorie                             | Récompensée                         |  |
| ----------------------------------- | ----------------------------------- | ------------------------------------- | ----------------------------------- |  |
| 2003                                | Adaptation                          | Meilleure actrice dans un second rôle |                                     |  |
| 2003                                | Adaptation                          | Meilleur ensemble d'acteurs           |                                     |  |
| 2003                                | The Hours                           | Meilleur ensemble d'acteurs           |                                     |  |
| 2008                                | Doute                               | Meilleure actrice                     | x                                   |  |
| 2017                                | Florence Foster Jenkins             | Meilleure actrice                     |                                     |  |

| Southeastern Film Critics Association Awards | Southeastern Film Critics Association Awards | Southeastern Film Critics Association Awards | Southeastern Film Critics Association Awards |
| Années                                       | Films                                        | Catégories                                   | Récompensée                                  |
| -------------------------------------------- | -------------------------------------------- | -------------------------------------------- | -------------------------------------------- |
| 2002                                         | Adaptation                                   | Meilleure actrice dans un second rôle        | x                                            |

| Vancouver Film Critics Circle Awards | Vancouver Film Critics Circle Awards | Vancouver Film Critics Circle Awards | Vancouver Film Critics Circle Awards |
| Années                               | Films                                | Catégories                           | Récompensée                          |
| ------------------------------------ | ------------------------------------ | ------------------------------------ | ------------------------------------ |
| 2003                                 | The Hours                            | Meilleure actrice                    |                                      |
| 2009                                 | Doute                                | Meilleure actrice                    |                                      |
| 2010                                 | Julie et Julia                       | Meilleure actrice                    |                                      |
| 2012                                 | La Dame de fer                       | Meilleure actrice                    |                                      |

| Washington DC Area Film Critics Association Awards | Washington DC Area Film Critics Association Awards | Washington DC Area Film Critics Association Awards | Washington DC Area Film Critics Association Awards |
| Années                                             | Films                                              | Catégories                                         | Récompensée                                        |
| -------------------------------------------------- | -------------------------------------------------- | -------------------------------------------------- | -------------------------------------------------- |
| 2008                                               | Doute                                              | Meilleure actrice                                  | x                                                  |
| 2017                                               | Pentagon Papers                                    | Meilleure actrice                                  |                                                    |

| Critics' Choice Movie Awards | Critics' Choice Movie Awards | Critics' Choice Movie Awards       | Critics' Choice Movie Awards |
| Années                       | Films                        | Catégories                         | Récompensée                  |
| ---------------------------- | ---------------------------- | ---------------------------------- | ---------------------------- |
| 2010                         | Julie et Julia               | Meilleure actrice                  | x                            |
| 2017                         | Florence Foster Jenkins      | Meilleure actrice dans une comédie | x                            |
| 2017                         | Pentagon Papers              | Meilleure actrice                  |                              |

| St Louis Film Critics Awards | St Louis Film Critics Awards | St Louis Film Critics Awards | St Louis Film Critics Awards |
| Années                       | Films                        | Catégories                   | Récompensée                  |
| ---------------------------- | ---------------------------- | ---------------------------- | ---------------------------- |
| 2017                         | Pentagon Papers              | Meilleure actrice            |                              |

| North Texas Film Critics Awards | North Texas Film Critics Awards | North Texas Film Critics Awards | North Texas Film Critics Awards |
| Années                          | Films                           | Catégories                      | Récompensée                     |
| ------------------------------- | ------------------------------- | ------------------------------- | ------------------------------- |
| 2017                            | Pentagon Papers                 | Meilleure actrice               |                                 |

| San Diego Film Critics Awards | San Diego Film Critics Awards | San Diego Film Critics Awards   | San Diego Film Critics Awards |
| Années                        | Films                         | Catégories                      | Récompensée                   |
| ----------------------------- | ----------------------------- | ------------------------------- | ----------------------------- |
| 2017                          | Pentagon Papers               | Meilleure ensemble pour un film |                               |

| Seattle Film Critics Awards | Seattle Film Critics Awards | Seattle Film Critics Awards     | Seattle Film Critics Awards |
| Années                      | Films                       | Catégories                      | Récompensée                 |
| --------------------------- | --------------------------- | ------------------------------- | --------------------------- |
| 2017                        | Pentagon Papers             | Meilleure ensemble pour un film |                             |
| 2017                        | Pentagon Papers             | Meilleure actrice               |                             |

### Prix décernés dans des festivals
| Berlin International Film Festival | Berlin International Film Festival | Berlin International Film Festival      | Berlin International Film Festival |
| Années                             | Films                              | Catégories                              | Récompensée                        |
| ---------------------------------- | ---------------------------------- | --------------------------------------- | ---------------------------------- |
| 1999                               | -                                  | Berlinale Camera                        | x                                  |
| 2003                               | The Hours                          | Ours d'argent pour la meilleure actrice | x                                  |
| 2012                               | La Dame de fer                     | Ours d'or d'honneur                     | x                                  |

| Festival de Cannes | Festival de Cannes  | Festival de Cannes             | Festival de Cannes |
| Années             | Films               | Catégories                     | Récompensée        |
| ------------------ | ------------------- | ------------------------------ | ------------------ |
| 1989               | Un cri dans la nuit | Prix d'interprétation féminine | x                  |

| Outfest | Outfest   | Outfest                                                    | Outfest     |
| Années  | Films     | Catégories                                                 | Récompensée |
| ------- | --------- | ---------------------------------------------------------- | ----------- |
| 2002    | The Hours | Meilleure performance d'une actrice dans un rôle principal | x           |

| Moscow International Film Festival | Moscow International Film Festival | Moscow International Film Festival | Moscow International Film Festival |
| Années                             | Films                              | Catégories                         | Récompensée                        |
| ---------------------------------- | ---------------------------------- | ---------------------------------- | ---------------------------------- |
| 2004                               | -                                  | Prix Stanislavsky                  | x                                  |

| Festival international du film de Rome | Festival international du film de Rome | Festival international du film de Rome | Festival international du film de Rome |
| Années                                 | Films                                  | Catégories                             | Récompensée                            |
| -------------------------------------- | -------------------------------------- | -------------------------------------- | -------------------------------------- |
| 2009                                   | -                                      | Prix Marc Aurèle d'honneur             | x                                      |

| Festival international du film de Saint-Sébastien | Festival international du film de Saint-Sébastien | Festival international du film de Saint-Sébastien | Festival international du film de Saint-Sébastien |
| Années                                            | Films                                             | Catégories                                        | Récompensée                                       |
| ------------------------------------------------- | ------------------------------------------------- | ------------------------------------------------- | ------------------------------------------------- |
| 2008                                              | -                                                 | Prix Donostia                                     | x                                                 |

| Festival international du film de Valladolid | Festival international du film de Valladolid | Festival international du film de Valladolid | Festival international du film de Valladolid |
| Années                                       | Films                                        | Catégories                                   | Récompensée                                  |
| -------------------------------------------- | -------------------------------------------- | -------------------------------------------- | -------------------------------------------- |
| 1986                                         | La Brûlure                                   | Meilleure actrice                            | x                                            |

### Prix décernés par le choix du public
| MTV Movie Awards | MTV Movie Awards             | MTV Movie Awards   | MTV Movie Awards |  |
| Années           | Films                        | Catégorie          | Récompensée      |  |
| ---------------- | ---------------------------- | ------------------ | ---------------- |  |
| 2007             | Le diable s'habille en Prada | Meilleure méchante |                  |  |
| 2015             | Into the Woods               | Meilleure méchante | Récompensée      |  |

| National Movie Awards | National Movie Awards | National Movie Awards          | National Movie Awards |
| Années                | Films                 | Catégorie                      | Récompensée           |
| --------------------- | --------------------- | ------------------------------ | --------------------- |
| 2008                  | Mamma Mia!            | Meilleure performance féminine | x                     |

| People's Choice Awards | People's Choice Awards                             | People's Choice Awards |
| Années                 | Catégorie                                          | Récompensée            |
| ---------------------- | -------------------------------------------------- | ---------------------- |
| 1984                   | Actrice de cinéma favorite                         | x                      |
| 1985                   | Actrice de cinéma favorite                         | x                      |
| 1986                   | Favorite All-Around Female Entertainer             | x                      |
| 1986                   | Actrice de cinéma favorite                         | x                      |
| 1987                   | Actrice de cinéma favorite                         | x                      |
| 1989                   | Actrice de cinéma favorite dans un film dramatique | x                      |
| 1990                   | Actrice de cinéma favorite                         | x                      |
| 1990                   | Actrice de cinéma favorite dans le monde           | x                      |
| 2013                   | Icône de cinéma préférée                           | x                      |
| 2016                   | Actrice de cinéma favorite                         |                        |

| Teen Choice Awards | Teen Choice Awards           | Teen Choice Awards        | Teen Choice Awards |
| Années             | Films                        | Catégories                | Récompensée        |
| ------------------ | ---------------------------- | ------------------------- | ------------------ |
| 2006               | Le diable s'habille en Prada | Movies - Choice Chemistry |                    |
| 2006               | Le diable s'habille en Prada | Movies - Choice Sleazebag |                    |

| Goldene Kamera | Goldene Kamera                   | Goldene Kamera | Goldene Kamera |
| Année          | Catégories                       | Récompensée    |                |
| -------------- | -------------------------------- | -------------- | -------------- |
| 2009           | Meilleure actrice internationale | x              |                |

### Drama Desk Awards
| Années  | Pièces                      | Catégories                                  | Récompensée |
| ------- | --------------------------- | ------------------------------------------- | ----------- |
| 1975-76 | Secret Service              | Meilleure actrice dans une pièce            |             |
| 1975-76 | A Memory of Two Mondays     | Meilleure actrice dans une pièce            |             |
| 1975-76 | 27 Wagons Full of Cotton    | Meilleure actrice dans une pièce            |             |
| 1975-76 | Trelawny of the "Wells"     | Meilleure actrice dans une pièce            |             |
| 1976-77 | The Cherry Orchard          | Outstanding Featured Actress in a Play      |             |
| 1976-77 | Happy End                   | Meilleure actrice dans un spectacle musical |             |
| 2001-02 | La Mouette                  | Meilleure actrice dans une pièce            |             |
| 2006-07 | Mère Courage et ses enfants | Meilleure actrice dans une pièce            |             |

### Obie Awards
| Années | Spectacle        | Catégories  | Récompensée |
| ------ | ---------------- | ----------- | ----------- |
| 1981   | Alice in Concert | Performance | x           |

### Theatre World Awards
| Années | Pièce                    | Catégories | Récompensée |
| ------ | ------------------------ | ---------- | ----------- |
| 1976   | 27 Wagons Full of Cotton | -          | x           |

### Tony Awards
| Années | Pièces                   | Catégories                      | Récompensée |
| ------ | ------------------------ | ------------------------------- | ----------- |
| 1976   | 27 Wagons Full of Cotton | Best Featured Actress in a Play |             |

### Prix musicaux
| MTV Movie Awards | MTV Movie Awards | MTV Movie Awards                                                                | MTV Movie Awards |
| Années           | Films            | Catégories                                                                      | Récompensée      |
| ---------------- | ---------------- | ------------------------------------------------------------------------------- | ---------------- |
| 2009             | Mamma Mia!       | Meilleure bande originale pour un film de cinéma, de télévision et média visuel | x                |

## Autres récompenses
- En 1980, elle fut récompensée du Hasty Pudding Theatricals de la « Femme de l'Année ».
- Le 16 septembre 1998, elle inaugure son « étoile » sur le trottoir du Walk of Fame, à Hollywood.
- La même année, elle obtient le Crystal Award d'une femme dans un film.
- Le 22 février 2003, elle fut Commandeur de l'Ordre des Arts et des Lettres. Le même jour, elle fut récompensée du César d'honneur lors de la 28e cérémonie des César.
- En 2004, elle obtient le Life Achievement Award au American Film Institute.
- En 2004, elle obtient le prix Stanislavski.
- En 2008, elle fut à l'honneur au Gala Tribute du Film Society of Lincoln Center.
- En 2014, elle est décorée par le président Barack Obama de la médaille présidentielle de la Liberté, plus haute décoration civile des États-Unis[2].
- En 2017, elle reçoit le Cecil B. DeMille Award, lors de la cérémonie des Golden Globes à Hollywood.

- En 2022, l'astéroïde (386851) Streep a été nommé en son honneur.
- En 2024, elle reçoit la Palme d'Honneur du Festival de Cannes